# Karlínské náměstí
Karlínské náměstí je veřejné prostranství obdélníkového tvaru, které tvoří pomyslné centrum pražské čtvrti Karlín v městské části Praha 8. Po jeho severní straně prochází hlavní městská komunikace Sokolovská ulice s tramvajovou dopravou, prostředkem prostranství pak prochází napříč (souběžně se Sokolovskou ulicí) Křižíkova ulice, na níž se nachází zdejší stavební dominanta kostel sv. Cyrila a Metoděje pocházející z let 1854–1863. Náměstí má parkovou úpravu se vzrostlou zelení, kterou doplňuje dětské hřiště a fontána, a v roce 2015 prošlo celkovou revitalizací.
Pod náměstím prochází trasa B pražského metra mezi stanicí Florenc a stanicí Křižíkova. Směrem k blízkému vrchu Vítkovu z náměstí vybíhají ulice Kollárova a Peckova. Severním směrem vychází z náměstí ulice U nádražní lávky.

## Historie názvů

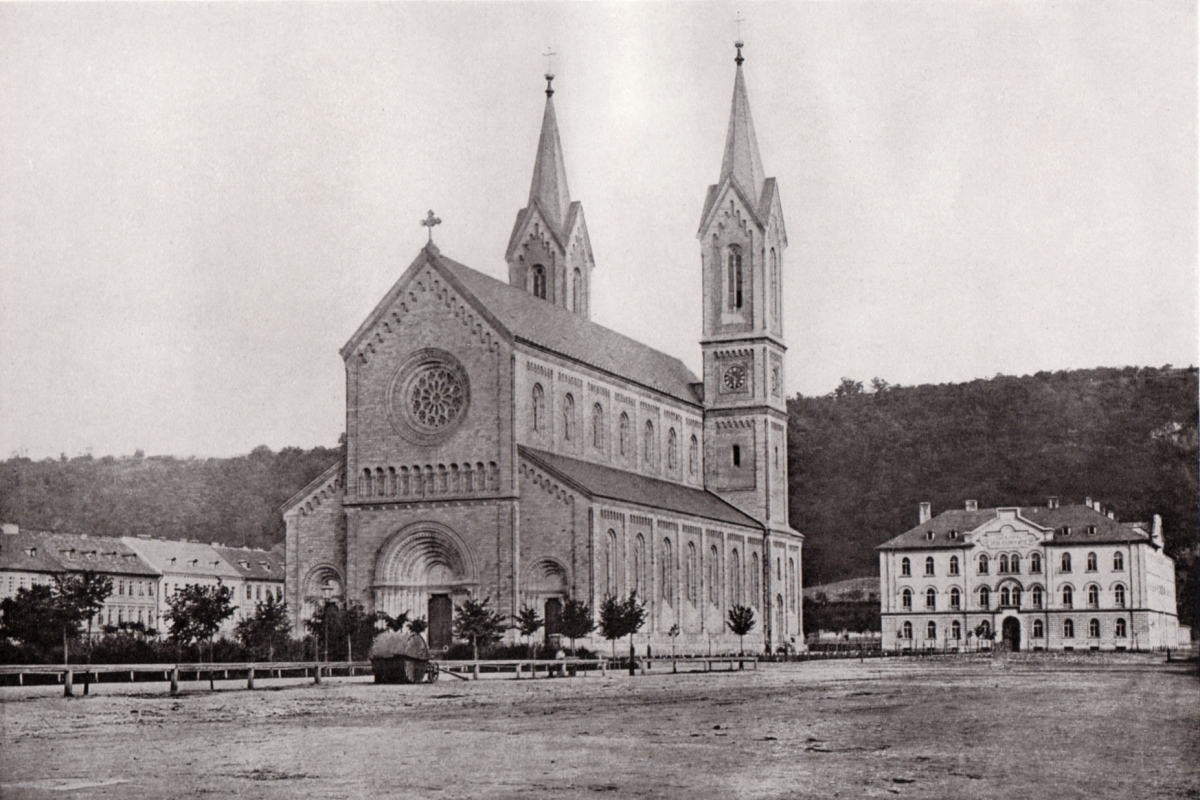
Náměstí na fotografii Františka Fridricha z roku 1868

- do roku 1871 bez názvu (pouze náměstí)
- 1871-1877 Náměstí U školy
- 1877-1883 Karlínské náměstí
- 1883-1940 Jungmannovo náměstí
- 1940-1945 Náměstí Otokara Březiny
- 1945-1947 Jungmannovo náměstí
- 1947-1961 Cyrilometodějské náměstí
- 1961-dodnes Karlínské náměstí

## Historie
Se zřízením městského parku počítala již původní urbanistická koncepce přestavby Karlína. Volba padla na prostranství kolem budoucího kostela sv. Cyrila a Metoděje, kromě kterého se počítalo s prostorem pro další veřejné stavby. Nové náměstí přitom mělo být původně čtvercové se stranou délky 150 metrů a od dnešní Sokolovské ulice (historicky Královská cesta nebo nová brandýská cesta) ho měl oddělovat pruh zástavby, přičemž dnešní Křižíkova ulice měla procházet jeho středem. Do dnešní podoby byl plán upraven roku 1836. Od jara 1861 do roku 1867 započala výsadba zeleně místo původní topolové aleje na východní straně náměstí a další úprava parku v celém prostoru mezi kostelem a dnešní Sokolovskou ulicí. Z většiny byla tato přeměna financována místními průmyslníky Daňkem, Riedlem a Götzem, jenž se později stal karlínským starostou. Jména zakladatelů parku byla zvěčněna na mramorovém stojanu vodní nádržky v rámci vodního bazénu s vodotryskem, který byl umístěn v severojižní ose náměstí.
Jižní část parku za kostelem byla upravena až v roce 1873.

## Okolní instituce a objekty
- bývala zde benzinová čerpací stanice, dnes tento prostor slouží jako parkoviště
- poštovní úřadovna České pošty
- Střední odborné učiliště kadeřnické
- Karlínské gymnázium